# Ахмед бей медресе
Ахмед бей медресе (на гръцки: Μεντρεσέ του Αχμέτ Μπέη, на турски: Sheyh Abdullah al-Ilahi medresse) е несъществуващо медресе, ислямско религиозно училище, в град Енидже Вардар, Гърция. 
Строено е по заръка на Шемс ал-Дин Ахмед, внук на Евренос бей, а в него е преподавал известният учен Абдулах Илахи от ордена Никшбенди. Медресето е било разположено под хълма на запад в града в близост до Ахмед бей джамия (Шейх Илахи джамия) и Шейх Илахи хамам. Представлявало е голяма сграда с вътрешен двор с колона, заобиколен от десет (или дванадесет) студентски килии. Разходите на фондация Ахмед бей са покрити от данъчните приходи на четири села в областта. След Балканските войни сградата е изоставена, а в средата на XX век е разрушена.

Българският учител Костадин Кузманов го описва така през 1902 година: 
| „ | Медресе (духовно училище). Представлява голямо здание, направено по образеца на обикновените джамии с няколко кубета. Оттук излизат ходжи за Мъглен. Близо до него се намират развалините на едновремешния християнски имарет, а малко по-нататък се вижда красивата Гази Амет бей джамеси, издигната върху основите на църквата „Св. Екатерина“. | “ |